# The Incredible Shrinking Dickies
The Incredible Shrinking Dickies è il primo album in studio del gruppo musicale statunitense The Dickies, pubblicato nel 1978.

## Tracce
1. Give It Back – 1:41
2. Poodle Party – 1:09
3. Paranoid – 2:04
4. She – 1:36
5. Shadow Man – 2:04
6. Mental Ward – 1:49
7. Eve Of Destruction – 1:57
8. You Drive Me Ape (You Big Gorilla) – 1:50
9. Waterslide – 2:32
10. Walk Like An Egg – 2:21
11. Curb Job – 2:36
12. Shake & Bake – 1:56
13. Rondo (The Midgets Revenge) – 3:12

## Formazione
- Leonard Graves Phillips – voce, piano, synth, organo
- Stan Lee – chitarra, voce
- Chuck Wagon – tastiera, chitarra, sassofono, voce
- Billy Club – basso, voce
- Karlos Kaballero – batteria